# 久我惟通
久我 惟通（こが これみち）は、江戸時代中期の公卿。内大臣・久我通誠の子。官位は従一位・右大臣。

## 経歴
初名は輔通。元禄6年（1693年）に叙爵し、以降清華家当主として速いスピードで昇進し、侍従・左近衛少将・左近衛中将を経て、元禄15年（1702年）に従三位となり、公卿に列する。権中納言を経て正徳元年（1711年）に神宮伝奏となる。正徳4年（1714年）に権大納言に任じられる。
享保12年（1727年）右近衛大将・右馬寮御監に就任する。享保15年（1730年）には右近衛大将を辞職して内大臣に転じる。元文元年（1736年）まで務めた。延享2年（1745年）に右大臣に任ぜられるも辞した。

## 系譜
- 父：久我通誠
- 母：千種有維の娘
- 妻：細川綱利の養女 - 細川利重の娘
  - 男子：久我通兄（1709-1761）